# Dniprorudne
Dniprorudne (tiếng Ukraina: Дніпрорудне) là một thành phố của Ukraina. Thành phố này thuộc tỉnh Zaporizhia. Thành phố này có diện tích ? km2, dân số theo điều tra dân số năm 2001 là 21054 người.